# Prunus sargentii
Cerisier de Sargent
Espèce
Classification APG II (2003)
Pour le cerisier dans la culture japonaise, voir Sakura.
Prunus sargentii est une espèce de plantes à fleurs de la famille des Rosaceae. C'est un cerisier à fleurs, natif au Japon, en Corée, aux îles Kouriles et à Sakhaline. En français, il est appelé Cerisier de Sargent. Au Japon, on l'appelle Cerisier des grandes montagnes (大山桜, Ō-yama-zakura) ou Cerisier des montagnes d'Ezo (蝦夷山桜, Ezo-yama-zakura) (Ezo étant l'ancien nom de l'île d'Hokkaidō).
Son nom scientifique est un hommage au botaniste américain Charles Sprague Sargent qui a travaillé sur la flore des forêts japonaises.

## Description

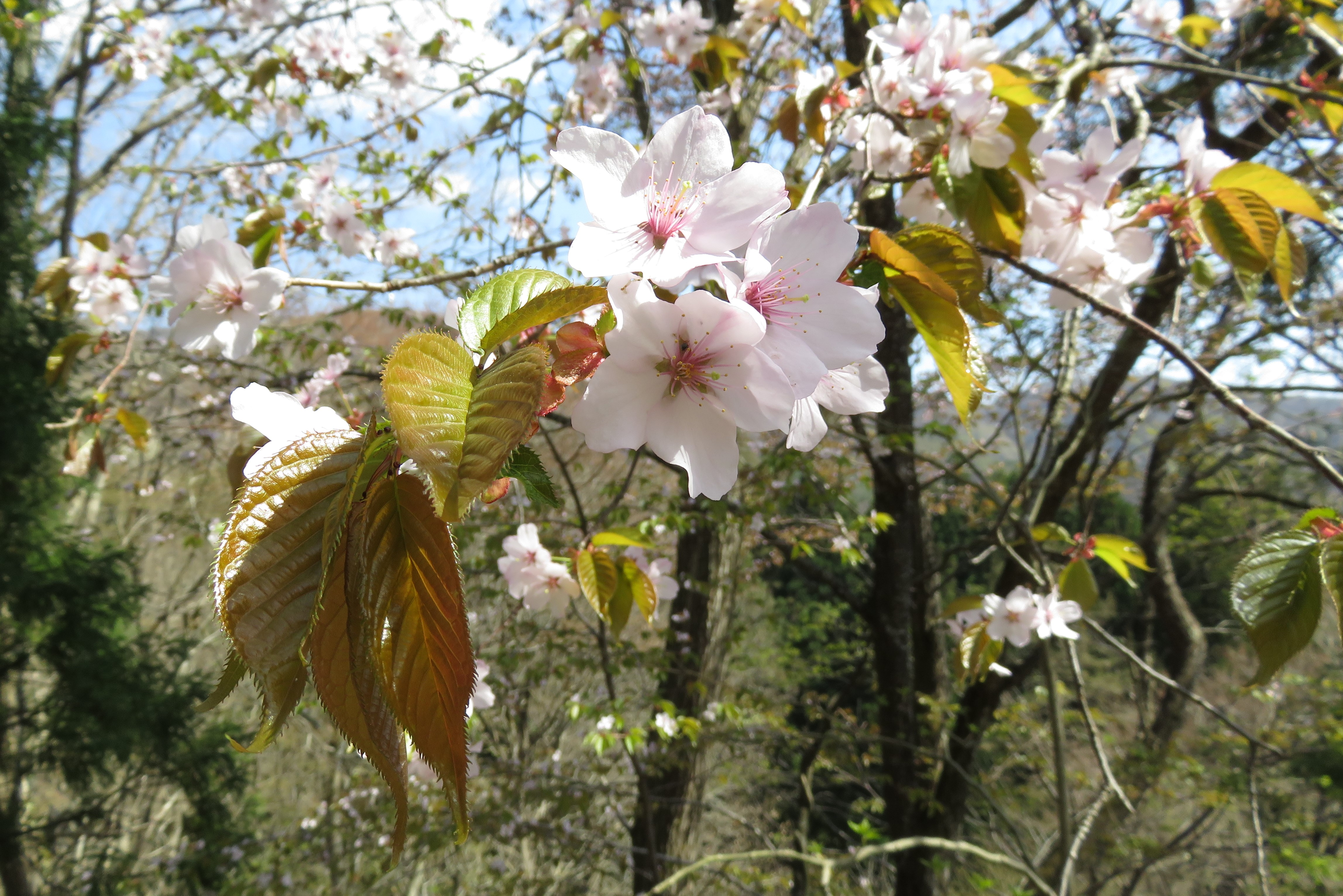
Fleurs roses du Prunus sargentii.

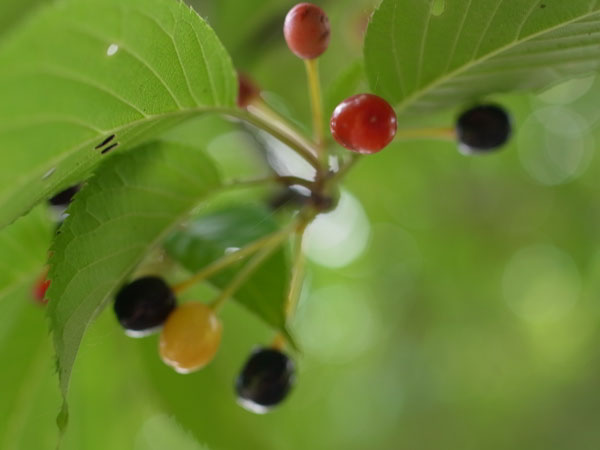
Fruits du Prunus sargentii.

C'est un petit arbre (6 à 12 m maximum) à houppier dense d'une largeur généralement égale à la hauteur de l'arbre.
Ses feuilles simples, lancéolées et dentées sont alternes et à court pétiole.
Les fleurs abondantes sont roses (de rose pâle à foncé suivant les variétés) et la floraison est printanière (mi à fin avril).
Le fruit est une petite drupe (1 cm) rouge foncé, presque noire, très appréciée des oiseaux.
Il a été importé du Japon en Europe et en Amérique du Nord en 1908.

## Sakura et Hanami
Les Japonais célèbrent la floraison des cerisiers à fleurs (sakura) lors de manifestations appelées Hanami.

## Culture
Le cerisier de Sargent est un arbre de croissance rapide. Il préfère le plein soleil et un sol bien drainé. Il est réputé sensible à la pollution et supporte mal la sécheresse.
Étant très résistant au froid (jusqu'à −32 °C), on le trouve couramment dans le Nord du Japon.
Il est fréquemment utilisé en plantation ornementale sur le bord des routes d'Hokkaidō. Dans le village de Shinhidaka, sous-préfecture de Hidaka, la route de 36 m de large 二十間道路 (Nijikken-dōro) est plantée de cerisiers de Sargent sur 7 km. La plantation réalisée en hommage à la famille impériale, achevée en 1916, est aujourd'hui une importante attraction touristique.